# Stafford (Texas)
Pour les articles homonymes, voir Stafford.
La ville de Stafford est située dans les comtés de Fort Bend et Harris, dans l’État du Texas, aux États-Unis. Elle comptait 17 693 habitants lors du recensement de 2010.

## Source
- (en) Cet article est partiellement ou en totalité issu de l’article de Wikipédia en anglais intitulé « Stafford, Texas » (voir la liste des auteurs).

1. ↑  « Population and Housing Unit Estimates » (consulté le 1er août 2019)
2. ↑  « Census of Population and Housing », Census.gov (consulté le 4 juin 2015)